# Чадор
Чадор (перс. چادر, шатор) је традиционална женска одећа у Ирану. Једноделни ограч покрива тело од косе до глежњева, али може се носити уз комбинацију са марамом на глави. На предјем делу је отворен, нема отвор, ни простор за руке, као ни дугмиће, нити било које друге украсе, у већини га жена придржава руком. Обично је црне боје, али има их и са светлим бојама и декорацијама. Порекло одевног предмета датира се у стари век, најкасније ахеменидско доба. За време режима Резе Шаха Пахлавија (1936—1941) чадор је био забрањен, а током иранске револуције (1979) један од симбола отпора присилној вестернизацији Мохамеда Резе Пахлавија. Данас га носи мањина Иранки примарно конзервативних и традицоналних светоназора, а превладава обична марама (русари). Ирански чадор ваља разликовати од арапске абаје веома сличне форме и авганистанског чадрија који покрива и читаво лице. У персијском језику чадор подразумева шатор, а сама та реч је у српски ушла преко турског.